# Julien de La Rochenoire
Émile Charles Alexandre Julien, dit de La Rochenoire (1820-1899) est un peintre, graveur et critique d'art français.

## Biographie
Émile Charles Alexandre Julien est originaire du Havre, où il voit le jour le 14 janvier 1820, fils de Pierre Alexandre Julien et de Florentine Adèle Lelennier. Il étudie la peinture à Paris dans les ateliers de Léon Cogniet, Charles Gleyre et Constant Troyon. De 1850 à 1889, il expose régulièrement son travail au Salon de Paris, sous le nom de « Rochenoire » et « La Rochenoire »,. En plus de la peinture à l'huile, son travail comprend également des pastels, des aquarelles et des gravures. Il produit des marines, des scènes de genre, des peintures historiques et des paysages de sa Normandie natale. Il est surtout connu pour ses représentations d'animaux, par lesquelles il peint souvent des bovidés.
Sa peinture s'inscrit dans le courant réaliste. La Rochenoire organise en 1870 un comité pour changer le mode d'élection du jury du Salon de Paris. Outre ses amis Charles-François Daubigny et Édouard Manet, la liste des candidats dressée par ce comité pour le jury comprend également les noms des peintres Corot, Honoré Daumier, Amand Gautier, François Bonvin, Gustave Courbet et Jean-François Millet. Seul Millet a ensuite été nommé au jury du Salon. La Rochenoire a passé la guerre franco-prussienne à Londres comme ses collègues peintres Camille Pissarro et Daubigny. Là, il rencontre également Claude Monet, avec qui il est également ami. 
Critique d'art, il collabore à la Revue des beaux-arts. Il publie également une collection de manuels pratiques chez Martinon et Durandin, Le Dessin appris seul ; La Peinture à l'huile… ; Le Pastel… ; Le Paysage et l'ornement… ; L'Aquarelle… ; La Miniature… (1852-1857), et un curieux roman, L'Amant de la Vénus de Milo (Dentu, 1860) dédié à Arsène Houssaye.
Son portrait au pastel (Los Angeles, Getty Center), peint en 1882 par Édouard Manet, témoigne de son amitié avec ce dernier. Il initia à la peinture et à la gravure Nicolas Berthon.
La Rochenoire meurt dans le 9e arrondissement de Paris le 26 mai 1899 ; son œuvre et ses collections sont dispersés les 4 et 5 décembre suivant à l'hôtel Drouot.

## Collections publiques

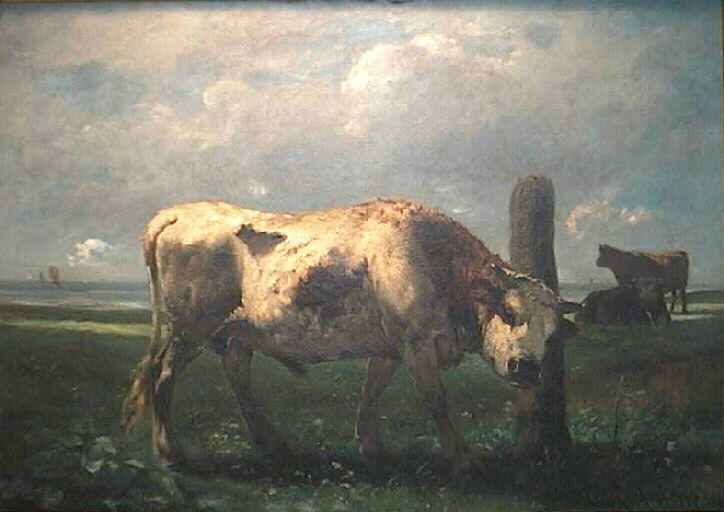
Jeune Taureau dans la vallée d'Auge (1868), musée d'Art et d'Histoire de Lisieux.

- La Charité de saint Martin, 1847, Harfleur, église Saint-Martin
- Vaches au pâturages (Bleville), 1866, huile sur toile[6], Rouen, musée des Beaux-Arts
- Jeune Taureau dans la vallée d’Auge, Salon de 1868, huile sur toile[7], Lisieux, musée d'Art et d'Histoire
- Vaches au repos, Salon de 1874, huile sur toile[8], Paris, musée d'Orsay